# Луций Педаний Секунд
Лу́ций Педа́ний Секу́нд (лат. Lucius Pedanius Secundus; убит в 61 году, Рим, Римская империя) — государственный и политический деятель времён ранней Римской империи, консул-суффект 43 года.

## Биография
Луций происходил из римской колонии Барцина, что в Таррагонской Испании, и принадлежал к неименитому плебейскому роду Педаниев. По всей видимости, приходился сводным братом консулу-суффекту 61 года Гнею Педанию Фуску. С марта по июль 43 года исполнял обязанности консула-суффекта совместно с Секстом Палпеллием Гистром. Позднее, в 56 году, император Нерон назначил Педания городским префектом Рима.
В 61 году Педаний был убит своим рабом по неизвестной причине. Ходили слухи, что Луция и его убийцу связывали гомосексуальные отношения, и когда у первого из них возникла новая любовь в лице некоего юноши, ревнивый раб убил своего патрона. В итоге, по решению сената, 400 рабов, находившихся в момент убийства в доме Педания Секунда, осудили на смерть. Несмотря на возникшие в свете этих событий волнения городского плебса в Риме, массовая казнь была осуществлена под надзором специально присланных войск.

## Примечание
1. ↑  Corpus Inscriptionum Latinarum 5, 1882
2. ↑  Demougin S. Prosopographie des chevaliers romains Julio-Claudiens. — Perugia: École française de Rome, 1992. — 719 ps. — Pp. 136—137. — № 139. — ISBN 2-7283-0248-7
3. ↑  Corpus Inscriptionum Latinarum 2, 4513
4. ↑  Groag E. Pedanius 10 Архивная копия от 1 ноября 2021 на Wayback Machine // Paulys Realencyclopädie der classischen Altertumswissenschaft (RE). — 1937. — Bd. XIX, 1. — Sp. 25
5. ↑  Корнелий Тацит. Анналы, XIV, 42—45